# Sancha di Navarra
Sancha di Navarra, Sancha anche in spagnolo, in asturiano, in portoghese e in galiziano, Sança, in catalano e Antsa in basco (seconda metà IX secolo – prima metà X secolo), principessa reale di Navarra vissuta tra il IX secolo e il X secolo che fu prima consorte dell'erede al trono di Pamplona e poi, contessa consorte di Aragona.

## Origine
Secondo il codice di Roda Sancha era figlia di Garcia II e della sua prima moglie, Oneca Rebele di Sangüesa.

García II Jiménez era figlio di Jimeno I Garcés(discendente di Íñigo Jiménez Arista) e della moglie, di cui non si conoscono né il nome né gli ascendenti.

Secondo il codice di Roda era figlio di Jimeno ed era fratello di Iñigo I; anche En los albores del reino¿dinastía Iñiga?,¿dinastía Jimena? tratta la questione accettando che Íñigo e Garcia furono fratelli.

## Biografia

Stemma della Contea di Aragona

Apparteneva alla nobile dinastia degli Íñiguez, che governarono (co-regnanti) il regno di Pamplona, nel IX secolo, e poi, per tre secoli, regnarono sulla Navarra.
Venne dapprima data in sposa al cugino, Inigo Fortunez, l'erede del trono di Pamplona, il figlio del re di Navarra Fortunato Garcés di Pamplona e di Oria, una nobile di cui non si conoscono gli ascendenti.

L'infante Inigo morì nel 905, prima del padre, togliendo così a Sancha la possibilità di divenire regina di Navarra. 
Successivamente Sancha venne data in sposa ad un altro cugino, il conte d'Aragona,Galindo III d'Aragona, che, secondo il codice di Roda, era il figlio maschio primogenito del conte d'Aragona, Aznar II Galindez e di Oneca Garcés, figlia del re di Pamplona García I Íñiguez della famiglia degli Arista, e della moglie, come riporta il Codice di Roda, che non nomina la madre, ma che nelle note, la nomina Urraca, che secondo alcune fonti, tra cui lo storico, Jaime de Salazar y Acha, era la figlia di Musà ibn Musà ibn Fortún, il capofamiglia dei Banu Qasi. Ma secondo altre fonti era di stirpe reale: Rodrigo Ximénez de Rada, vescovo di Toledo e storico, scrisse che García sposò "Urracam, de Regio semine". Lo storico genealogista basco, Jean de Jaurgain (1842–1920), nel suo la Vasconie interpretò la frase (Urracam, de Regio semine), nel senso che anche Urraca discendeva dalla stirpe ducale di Guascogna ed era figlia di Sancho II.
Si trattava per entrambi del secondo matrimonio dato che Galindo era rimasto vedovo di Arcibella di Guascogna, figlia di Garcia II di Guascogna e di Amuna di Bordedaux o Aimena di Perigord.
Non si conosce la data esatta della morte di Sancha; comunque alla morte del marito Galindo III, nel 923, sua figlia Andregoto Galíndez, gli succedette; ma il re di Pamplona, Sancho I Garcés, che era stato il marito di sua cognata, Urraca, occupò la contea d'Aragona, ignorando il diritto di successione, non solo di Andregoto, ma anche degli altri pretendenti, tra cui il governatore musulmano di Huesca, al-Tawīl, sposato con un'altra sorella del conte, Galindo III, Sancha. Le tensioni cessarono quando il figlio di Sancho I Garcés, García fu promesso in sposo ad Andregoto, come riporta La web de las biografias, un bambino di circa quattro anni, unendo la contea al regno di Navarra.

Per oltre cento anni, la contea d'Aragona resterà unita al regno di Navarra.

## Figli
Sancha diede al primo marito, Inigo, tre figli:
- Fortunato Iniguez di Pamplona[5], che ebbe tre eredi: Garcia, Inigo e Sancha[15];
- Oria, che sposò Munio Garces[5];
- Lupa, che sposò Sancho Lopez de Araquil[5].

Sancha diede al secondo marito, Galindo III, due o tre figli:
- Aznar Galíndez d'Aragona[18];
- Andregoto Galíndez d'Aragona, (ca. 910-972)[2], contessa d'Aragona, sposò nel 933 il re di Navarra Garcia I (919-970) e fu ripudiata, nel 940[19]. Il califfo, Abd al-Rahman III, dopo la cocente sconfitta dell'anno prima (939, Battaglia di Simancas), intervenne sul re di Pamplona affinché ripudiasse la moglie, la contessa d'Aragona, Andregoto Galíndez, per non avere troppo stretti legami tra i vari regni e contee cristiane[20].
- Velasquita Galíndez d'Aragona[2], che sposò Íñigo López de Estigi y Ciligueta[21].

## Ascendenza
|                          |   |        | Genitori |  |  | Nonni |  |  | Bisnonni              |  |  | Trisnonni          |  |
|                          |   |        |          |  |  |       |  |  | Garcia I di Guascogna |  |  | Semen di Guascogna |  |
|                          |   |        |          |  |  |       |  |  | Garcia I di Guascogna |  |  | Semen di Guascogna |  |
|                          |   | Onneca |          |  |  |       |  |  | Garcia I di Guascogna |  |  |                    |  |
| Jimeno I Garcés          |   |        |          |  |  |       |  |  | Garcia I di Guascogna |  |  |                    |  |
|                          |   | …      | …        |  |  |       |  |  |                       |  |  |                    |  |
|                          |   | …      | …        |  |  |       |  |  |                       |  |  |                    |  |
|                          |   | …      | …        |  |  |       |  |  |                       |  |  |                    |  |
| García II Jiménez        |   | …      |          |  |  |       |  |  |                       |  |  |                    |  |
|                          |   | …      | …        |  |  |       |  |  |                       |  |  |                    |  |
|                          |   | …      | …        |  |  |       |  |  |                       |  |  |                    |  |
|                          |   | …      | …        |  |  |       |  |  |                       |  |  |                    |  |
| …                        |   | …      |          |  |  |       |  |  |                       |  |  |                    |  |
|                          |   | …      | …        |  |  |       |  |  |                       |  |  |                    |  |
|                          |   | …      | …        |  |  |       |  |  |                       |  |  |                    |  |
|                          |   | …      | …        |  |  |       |  |  |                       |  |  |                    |  |
| Sancha di Navarra        |   | …      |          |  |  |       |  |  |                       |  |  |                    |  |
|                          | … | …      |          |  |  |       |  |  |                       |  |  |                    |  |
|                          | … | …      |          |  |  |       |  |  |                       |  |  |                    |  |
|                          | … | …      |          |  |  |       |  |  |                       |  |  |                    |  |
| …                        | … |        |          |  |  |       |  |  |                       |  |  |                    |  |
|                          |   | …      | …        |  |  |       |  |  |                       |  |  |                    |  |
|                          |   | …      | …        |  |  |       |  |  |                       |  |  |                    |  |
|                          |   | …      | …        |  |  |       |  |  |                       |  |  |                    |  |
| Oneca Rebele di Sangüesa |   | …      |          |  |  |       |  |  |                       |  |  |                    |  |
|                          |   | …      | …        |  |  |       |  |  |                       |  |  |                    |  |
|                          |   | …      | …        |  |  |       |  |  |                       |  |  |                    |  |
|                          |   | …      | …        |  |  |       |  |  |                       |  |  |                    |  |
| …                        |   | …      |          |  |  |       |  |  |                       |  |  |                    |  |
|                          |   | …      | …        |  |  |       |  |  |                       |  |  |                    |  |
|                          |   | …      | …        |  |  |       |  |  |                       |  |  |                    |  |
|                          |   | …      | …        |  |  |       |  |  |                       |  |  |                    |  |
|                          |   | …      |          |  |  |       |  |  |                       |  |  |                    |  |

### Fonti primarie
- (LA)  Textos navarros del Códice de Roda Archiviato il 31 gennaio 2021 in Internet Archive..

### Letteratura storiografica
- Rafael Altamira, il califfato occidentale, in L'espansione islamica e la nascita dell'Europa feudale, collana «Storia del mondo medievale», II volume, Milano, Garzanti, 1999  [1979],  pp. 477-515.
- (ES)  #ES En los albores del reino¿dinastía Iñiga?,¿dinastía Jimena?.